# Národní park Nikkó
Národní park Nikkó (japonsky 日光国立公園; Nikkó Kokuricu Kóen) leží v regionu Kantó na hlavním japonském ostrově Honšú. Park se rozkládá přes 4 prefektury: Točigi, Gunma, Fukušima a Niigata.
Naleznete zde např. tyto zajímavosti:
- Nikkó Tóšógú (日光東照宮) – hrobka šóguna Tokugawy Iejasua.
- Jezero Čúzendži (中禅寺湖, Čúzendži-ko) – které vzniklo před 20 000 roky, když se probudila sopka Nantai a přehradila řeku Daija. Plocha jezera činí 11,62 km² a obvod asi 25 km. Leží v nadmořské výšce 1 269 m a jeho největší hloubka je 163 m.
- Kegonské vodopády (華厳滝, Kegon no Taki) – se nachází u předchozího jezera a napájejí řeku Oširi. Při své výšce 97 metrů patří mezi nejvyšší tři vodopády Japonska. Jsou též slavné z podobných důvodů jako pražský Nuselský most.
- Vodopády Rjúzu (龍頭滝, Rjúzu-taki, doslovně “Vodopády dračích hlav”)
- Hora Nantai (男体山, Nantai-san) – je 2 484 m vysoká a patří mezi sto nejoblíbenějších hor Japonska
- Mokřiny Oze (尾瀬ヶ原, Ozegahara).